# Calamotropha diodonta
Calamotropha diodonta là một loài bướm đêm trong họ Crambidae.